# Roberto Ríos
Pour les articles homonymes, voir Rios.
Roberto Ríos Patus est un footballeur espagnol né le 8 octobre 1971 à Bilbao.

## Carrière
- 1991-1997 : Betis Séville  Espagne
- 1997-2002 : Athletic Bilbao  Espagne

## Palmarès
- 13 sélections et 0 but avec l'équipe d'Espagne entre 1996 et 1998.